# Брусянин, Александр Сергеевич
Александр Сергеевич Брусянин (3 апреля 1940, Зея, Хабаровский край — 22 декабря 2008, Красноярск) — советский и российский архитектор, художник. Заслуженный архитектор Российской Федерации (1995).
Один из ведущих архитекторов Красноярска.

## Биография
Родился 3 апреля 1940 года в городе Зея Амурской области. Учился в Уральском политехническом институте (Свердловск). В 1963 году после окончания института перебрался в Красноярск, работал в местном отделении ГПИ «Горстройпроект». В 1969 году был принят в Союз архитекторов СССР.
Умер 22 декабря 2008 года в городе Красноярске.

## Работы
Занимался развитием Красноярска под руководством и в соавторстве с главным архитектором города Арэгом Демирхановым.
- 1963 — проект реконструкции проспекта имени газеты «Красноярский рабочий» (в составе авторского коллектива).
- 1966 — проект застройки 1-го микрорайона в Назарове (в составе авторского коллектива).
- 1967—1969 — здание администрации краевого автотранспортного управления[4].
- 1967—1976 — застройка и благоустройство площади 350-летия Красноярска (совместно А. С. Демирхановым и К. Ф. Неустроевым) со зданием городской администрации (1966—1976, совместно с А. С. Демирхановым при участии П. Р. Ниринберга) и гостиницей «Красноярск»[5][6].
- конец 1960-х — реконструкция Парка культуры и отдыха им. А. М. Горького[7].
- 1973—1975 — реконструкция Часовни Параскевы Пятницы (Красноярск)[8].
- 1973—1975 — исторический музей «Мемориал Победы» в Красноярске (совместно с А. С. Демирхановым и В. И. Ульяновым)[3].
- 1974—1985 — мемориальный комплекс в сквере им. 30-летия Победы г. Красноярска (совместно с А. С. Демирхановым и Ю. П. Харловым при участии Т. М. Изотовой).
- 1970—1990-е — загородный гостиничный комплекс «Сосны» краевой администрации.
- 1980 - ресторан "Казачья застава"
- 1980 — проект ипподрома (совместно с В. Э. Сулеймановым).
- 1980—1985 — благоустройство набережной Енисея (совместно с А. С. Демирхановым и Т. М. Изосимовой)[9].
- 1985 — благоустройство набережной Абаканской протоки.
- 1985 — архитектор памятника-мемориала «Воинам-туруханцам, погибшим в годы Великой Отечественной войны» (скульптор Б. И. Мусат).
- 1985—1986 — благоустройство запада и центра острова Татышев (совместно с О. Ф. Смирновой и Л. И. Хабаровой)[4].
- 1980-е — насосная станция с видовой площадкой на острове Отдыха.
- 1980-е — дамба между островами Отдыха и Молокова.
- 1995 — обелиск воинам-спортсменам на острове Отдыха.
- 1995—2003 — комплекс из трёх жилых домов на улице Академика Курчатова[4].
- 1999-середина 2000-х — проект комплексной реконструкции театра имени Пушкина во главе коллектива специалистов седьмой архитектурной мастерской института «Красноярскгражданпроект» (не был реализован)[10][11].